# Monster (musikalbum av R.E.M.)
Monster är det amerikanska rockbandet R.E.M.:s nionde studioalbum, utgivet den 27 september 1994.
Skivan backades upp av en nästan ett år lång turné som inleddes i Australien i januari 1995 och avslutades med tre kvällar i rad på The Omni i Atlanta, tre spelningar som också filmades och mixades ihop till en konsertfilm som släpptes under namnet Road Movie där ljudet kommer från en av de tre kvällarna och bilden är en mix av alla tre.
Texten till låten "Let Me In" är en hyllning till Kurt Cobain som nyligen hade begått självmord.
Albumet blev en stor succé och nådde bland annat förstaplatsen på albumlistan i både USA och Storbritannien. "What's the Frequency, Kenneth?" och "Bang and Blame" blev de största hitarna från albumet.

## Låtlista
Samtliga låtar skrivna av Bill Berry, Peter Buck, Mike Mills och Michael Stipe.
1. "What's the Frequency, Kenneth?" – 4:00
2. "Crush with Eyeliner" – 4:39
3. "King of Comedy" – 3:40
4. "I Don't Sleep, I Dream" – 3:27
5. "Star 69" – 3:07
6. "Strange Currencies" – 3:52
7. "Tongue" – 4:13
8. "Bang and Blame" – 5:30
9. "I Took Your Name" – 4:02
10. "Let Me In" – 3:28
11. "Circus Envy" – 4:15
12. "You" – 4:54

## Medverkande
- Bill Berry – trummor, slagverk, elbas, bakgrundssång
- Peter Buck – gitarr, farfisa på "Let Me In"
- Mike Mills – elbas, piano, orgel, bakgrundssång, gitarr på  "Let Me In"
- Michael Stipe – sång